# Cantó de Saint-Aignan-sur-Roë
El cantó de Saint-Aignan-sur-Roë és un cantó francès del departament del Mayenne, situat al districte de Château-Gontier. Té 12 municipis i el cap és Saint-Aignan-sur-Roë.

## Municipis
- Ballots
- Brains-sur-les-Marches
- Congrier
- Fontaine-Couverte
- Renazé
- La Roë
- La Rouaudière
- Saint-Aignan-sur-Roë
- Saint-Erblon
- Saint-Michel-de-la-Roë
- Saint-Saturnin-du-Limet
- Senonnes

## Història
| Data d'elecció                           | Identitat         | Partit                                 | Qualitat |
| ---------------------------------------- | ----------------- | -------------------------------------- | -------- |
| 1945-1949                                | M. Ferré          | Divers gauche                          |          |
| 1949-199.                                | Paul Vivien       | MRP, després CD, després divers droite |          |
| 199.-2004                                | André Baslé       | UDF-FD                                 |          |
| 2004-                                    | Élisabeth Doineau | UDF, després AC                        |          |
| les dades anteriors no són pas conegudes |                   |                                        |          |
|                                          |                   |                                        |          |

| A partir de 1990: Població sense dobles comptes |